# Sint-Jacobskapelle
Sint-Jacobskapelle is een landelijk polderdorp in de Belgische provincie West-Vlaanderen en een deelgemeente van de stad Diksmuide, het was een zelfstandige gemeente tot aan de gemeentelijke herindeling van 1971. Het is een klein dorp met een dorpskern rond de kerk en landbouwbedrijven verspreid over het hele dorp.

## Geschiedenis
Sint-Jacobskapelle ligt in de Middellandpolders ten noordoosten van de Oude Zeedijk. Deze zijn ontstaan vanaf de eerste helft van de 12e eeuw, nadat de monding van de IJzer was bedijkt. Het dorp werd erkend als parochie in 1247. Het was een afsplitsing van de parochie van Esen en ressorteerde onder het Bisdom Terwaan. In 1282 of 1296 werd deze parochie voor het eerst bij naam genoemd als: en le paroche de Saint-Jackeme capielle. In de 14e eeuw zou het dorp, als toeleverancier, profiteren van de lakennijverheid te Diksmuide, waar ten gevolge van de Honderdjarige Oorlog een einde aan kwam. In 1565-1566 had de kerk te lijden van de beeldenstorm.

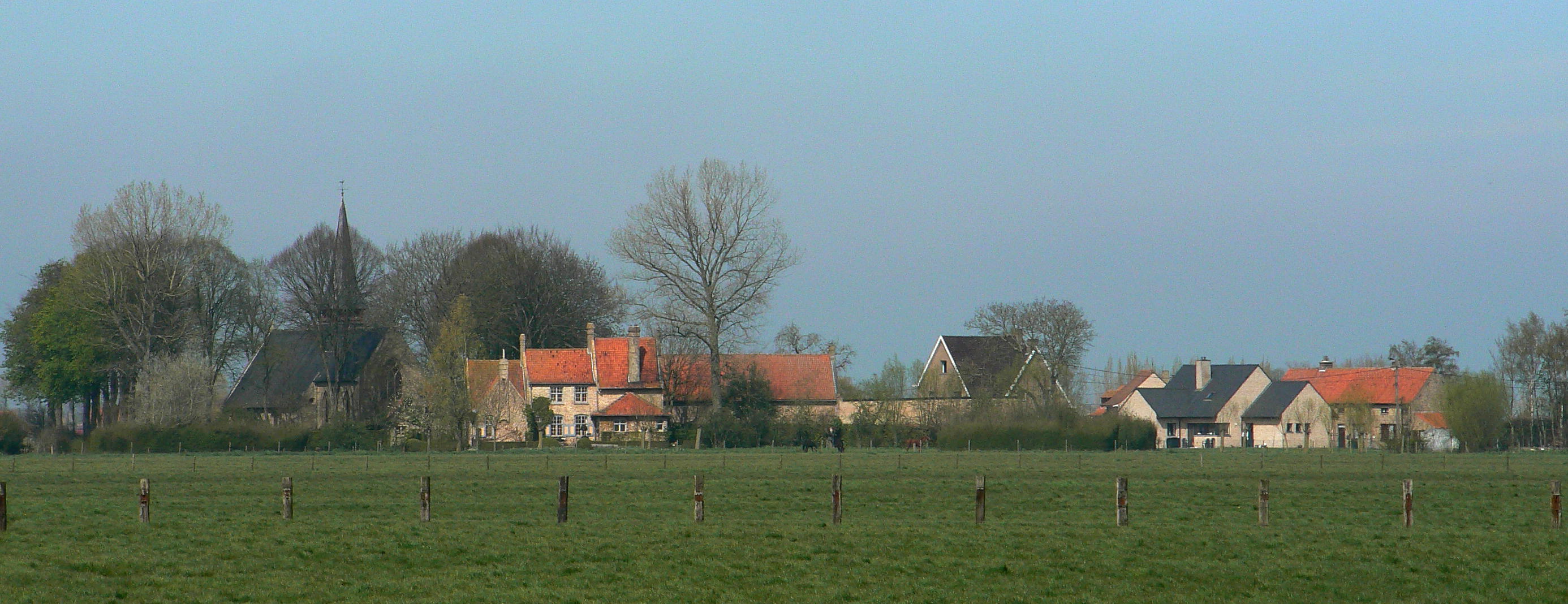
Sint-Jacobskapelle

Het dorp lag tijdens de Eerste Wereldoorlog in de frontlinie en had het hard te verduren door de beschietingen. Het was een netwerk van loopgraven. Toenmalige boerderijen werden omgebouwd tot ondergrondse versterkingen. Op 4 december 1914 werd de kerk vernield door Duitse beschietingen. Ook het dorp werd geheel verwoest. Octaaf, een van de drie gebroeders Van der Stock, sneuvelde hier in 1916. 
Aanvankelijk wilde men na de oorlog het dorp niet herbouwen, maar het tot een gedenkplaats van de oorlog maken, maar aangezien de bewoners snel terugkeerden werd het dorp alsnog herbouwd.
In 1971 werd Driekapellen gevormd uit Sint-Jacobskapelle, Nieuwkapelle en Oudekapelle en in 1977 werd Driekapellen zelf bij Diksmuide ingelijfd. 

## Bezienswaardigheden

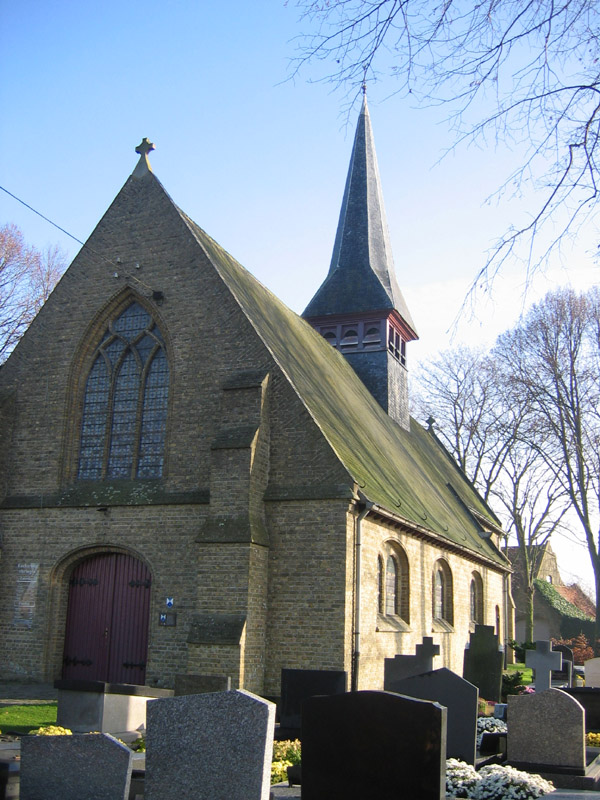
Sint-Jacobuskerk

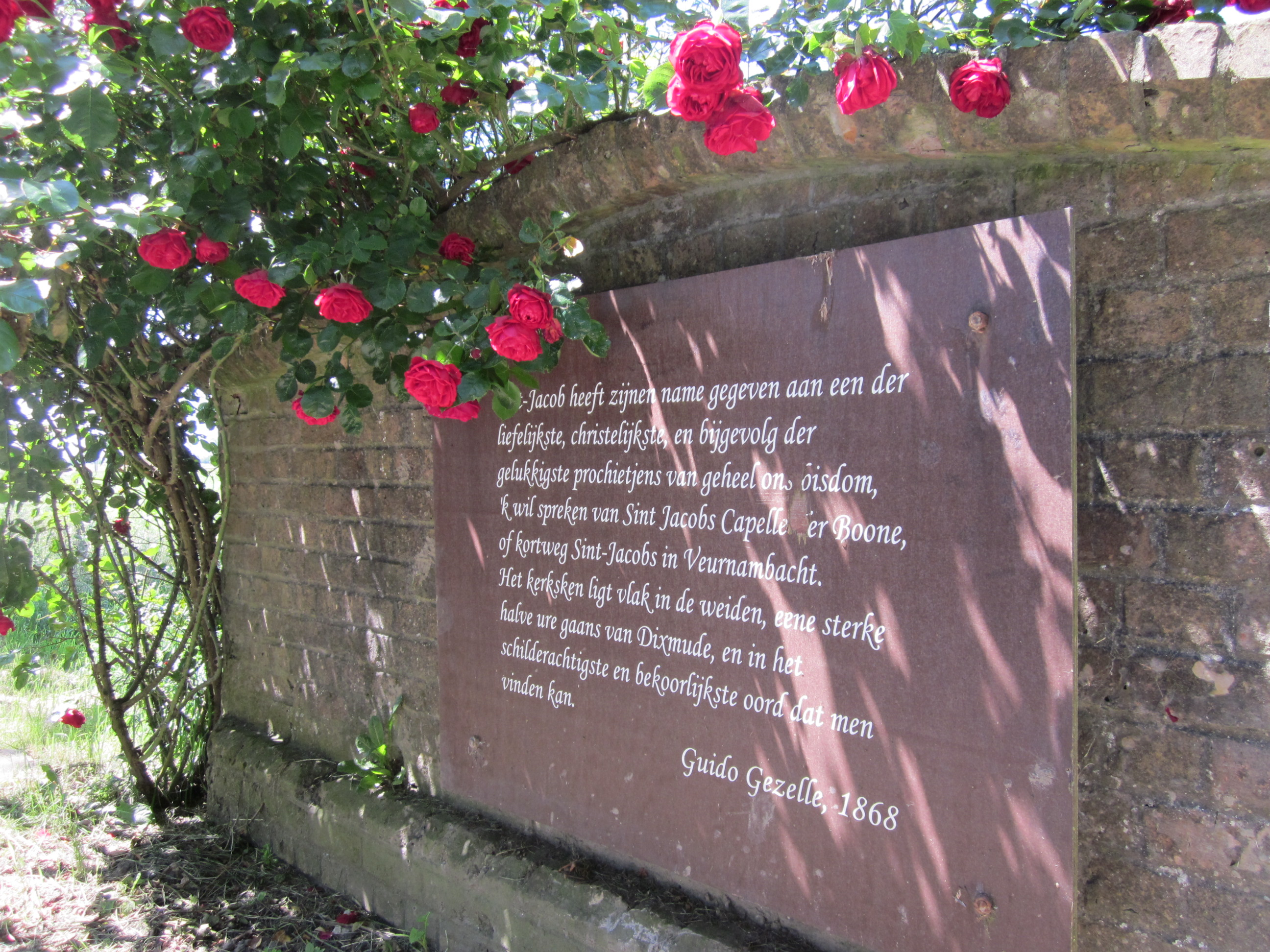
De ode van Guido Gezelle aan Sint-Jacobskapelle

- De Sint-Jacobskerk is het belangrijkste en beeldbepalende monument in het dorp.
- Een vers door Guido Gezelle gewijd aan Sint-Jacobskapelle streelde zodanig de ijdelheid van de bewoners dat ze het in marmer lieten beitelen en in het dorpscentrum plaatsten.

## Politiek
Sint-Jacobskapelle had een eigen gemeentebestuur en burgemeester tot de fusie van 1971. Burgemeesters waren:

### Burgemeesters (1796-1829)
- 1796-1798: Balthazar Ketelers
- Maart 1800 - mei 1801: Pieter Decroos
- Mei 1801 - juni 1807: Balthazar Ketelers
- Juli 1807 - december 1807: Charles Markey (vervangend burgemeester)
- 1808-1830: Pieter Decroos

### Burgemeesters (1830-1970)
- 1808-1830: Pieter Decroos
- 1831-1848: Pieter Jacobus Ameyt
- 1848-1895: Jacobus Franciscus Markey (1810-1895)
- 1895-1914: Petrus Joannes Markey (1843-1914)
- 1920-1932: Georges Deburchgrave (1863-1939)
- 1933-1952: Charles Moenaert (1893-1974)
- 1953-1970: Omer Logghe (1904-1970)

## Religieuzen
In Sint-Jacobskapelle waren de volgende kloostergemeenschappen werkzaam:
- 1922-1951: congregatie zusters van de H. Vincentius van Vladslo
- 1952-1971: congregatie zusters van Maria van Ingelmunster

## Natuur en landschap
Sint-Jacobskapelle is gelegen in de West-Vlaamse Middellandpolders op een hoogte van ongeveer 2,5 meter. Ten oosten van de dorpskom stroomt de IJzer.

## Demografische evolutie
Bronnen: NIS - Opm:1831 t/m 1970=volkstellingen

## Nabijgelegen kernen
Oudekapelle, Diksmuide, Kaaskerke
Deelgemeenten: Beerst · Diksmuide · Esen · Kaaskerke · Keiem · Lampernisse · Leke · Nieuwkapelle · Oostkerke · Oudekapelle · Pervijze · Sint-Jacobskapelle · Stuivekenskerke · Vladslo · Woumen

Belgische gemeenten · Arrondissement Diksmuide · West-Vlaanderen · Vlaanderen